# Max Weinberg
Maxwell Sachel Weinberg (Newark, 13 aprile 1951) è un batterista statunitense, noto per essere il batterista della E Street Band, band di supporto del cantautore Bruce Springsteen.

## Biografia
Cresciuto nella periferia del New Jersey, ha iniziato a suonare la batteria fin da piccolo. Nel 1974 vinse un'audizione per diventare il batterista di Springsteen diventando così a tutti gli effetti un membro dell E Street Band. Da allora, Weinberg divenne un pilastro delle lunghe e avvincenti esibizioni dal vivo di Springsteen e guadagnò notorietà. Con la band ha partecipato a vari successi del cantautore, ovvero Born to Run , Darkness on the Edge of Town, nonché uno degli album più venduti nella storia della musica, Born in the U.S.A..
Nel 1993, Weinberg è diventato leader di The Max Weinberg 7 per Late Night with Conan O'Brien. Il suono jump blues guidato dalla batteria di Weinberg e il suo ruolo di fioretto comico prosperarono insieme allo spettacolo, dandogli una seconda carriera.
Dal 1993 è leader dei The Max Weinberg 7, band del celebre show televisivo statunitense Late Night with Conan O'Brien con i quali ha realizzato un omonimo disco nel 2000.
È l'autore di The Big Beat: Conversations with Rock's Greatest Drummers (1981), una serie di interviste con batteristi di ogni epoca –tra cui figura Ringo Starr – realizzate dall'etichetta statunitense Rhino Records. Inoltre, ha dato il suo contributo all'album di successo Bat Out of Hell di Meat Loaf (1978), collaborazione progredita con quest'ultimo per la realizzazione di altri due album. Tra gli artefici (insieme a Roy Bittan, tastierista della E Street Band) del successo mondiale dell'album Faster Than the Speed of Night di Bonnie Tyler, la sua batteria è presente nella ballata Total Eclipse of the Heart.
Durante il 1992 è stato batterista dei 10,000 Maniacs come sostituto di Jerry Augustyniak. Nel 1995 ha collaborato all'album Johnnie Be Back di Johnnie Johnson, suonando la batteria nelle canzoni "I'm Mad" e "She Called Me Out of My Name," e all'album Bat out of Hell di Meat Loaf.
Vive nel New Jersey con la moglie, Becky, e i figli, Ali e Jay, quest'ultimo attuale batterista del gruppo metal Suicidal Tendencies. È cittadino onorario della città di Cortona, insignito di questa onorificenza il 2 agosto 2013 in occasione del Cortona Mix Festival. Alla cerimonia hanno preso parte anche la moglie Becky e la figlia Ali.
Nel 2014 è stato inserito nella Rock and Roll Hall of Fame quale membro della E Street Band.

## Discografia

### Solista
- 2000 - The Max Weinberg 7

### Con Bruce Springsteen
- Born to Run  (1975)
- Darkness on the Edge of Town (1978)
- The River (1980)
- Born in the U.S.A. (1984)
- Live/1975-85 (1986)
- Tunnel of love (1987)
- Greatest Hits (1995)
- Tracks (1998)
- 18 Tracks (1999)
- Live in New York City (2001)
- The Rising (2002)
- The Essential (2003)
- Hammersmith Odeon London '75 (2006)
- Magic (2007)
- Greatest Hits (2009)
- Working on a Dream (2009)
- The Promise (2010)
- Wrecking Ball (2012)
- Collection: 1973-2012 (2013)
- High Hopes (2014)
- The Ties That Bind: The River Collection (2015)

### Altre collaborazioni
- Little Steven & the disciples of souls: Men without women (1982)
- Stormin Norman: Asbury park then and now (2008)
- Southside Johnny & the Asbury Jukes: Hearts of stone (1978)
- Southside Johnny & the Asbury Jukes: Better days (1991)
- Southside Johnny & the Asbury Jukes: All I want is everything the best of (1993)
- Gary U.S. Bonds: Dedication (1981)
- Gary U.S. Bonds: On the line (1982)
- Meat Loaf: Bat out f hell (1977)
- Meat Loaf: Dead ringer (1981)
- Meat Loaf: Midnight at the lost found (1983)
- Meat Loaf: Friends (2002)
- Meat Loaf: Discover (2007)
- Meat Loaf: Collection (2008)
- Meat Loaf: Greatest hits (2008)
- Meat Loaf: The essential (2011)
- Bonnie Tyler: Faster than the speed of night (1983)
- Bonnie Tyler: Secret dreams & forbidden fire (1996)
- Bonnie Tyler: Greatest hits (2008)
- T.M. Stevens: Shocka zooloo (2002)
- Ian Hunter: You're never alone with a schizophrenic (1979)
- Ian Hunter: Once bitten twice shy (2000)
- Joe Delia: Smoke & mirrors
- Carole King: City streets (1989)
- Blackstone: Blackstone (1971)
- Johnnie Johnson: Johnnie be back (1995)
- Ted Bird: Made in America (1991)
- Killer Joe: Scene of crime (1991)
- Air supply: Greatest hits (1988)
- John Eddie: John eddie (1986)
- Bill Chinnock: Rock & roll cowboys
- Usa for Africa: We are the world (1985)
- Barbara Streisand: Emotion (1984)
- I am siam: She went pop (1984)
- Jim Steinman: Bad for good (1981)
- Vari: No nukes (1980)
- Vari: Folkways: a vision shared – a tribute to woody Guthrie & leadbelly (1988)
- Vari: Home alone 2: lost in new York (1992)
- Vari: Max Weinberg presents: let there be drums vol 3
- Vari: Max Weinberg presents: let there be drums vol 2
- Vari: Max Weinberg presents: let there be drums vol 1 (1995)
- Vari: The concert for rock and roll hall of fame (1996)
- Vari: One step up/two steps back: the songs of bruce springsteen (1997)
- Vari: Live from 6a: late night with conan o'Brien (1997)
- Vari: Halloween a go go (2008)
- Vari: The jewish songbook: the heart & humor of a people (2008)
- Vari: 12/12/12 The concert for sandy relief (2013)

## Altre performance
- 1993 - Presidential Inauguration Galas
- 1995 - Grammy Awards
- 1995 - Gala Concert per la Rock and Roll Hall of Famea Cleveland, Ohio
- 1997 - Presidential Inauguration Galas